# Rhett Forrester
Rhett Forrester (Tucker, 22 settembre 1956 – Atlanta, 22 gennaio 1994) è stato un cantante statunitense.

## Biografia
Figlio di un'insegnante di ballo, ancora ragazzo si appassionò alla musica prendendo lezioni di canto mentre frequentava il liceo. Una volta conclusi gli studi si trasferì in Carolina del Sud, dove ebbe le prime esperienze in alcuni gruppi. Sul finire degli anni settanta fondò con il chitarrista Russ Shirley gli Hitman, gruppo che ebbe vita breve ma che conferì al vocalist una certa notorietà. Trasferitosi a New York, divenne presto frontman di una band locale chiamata Rachel.
Proprio durante la militanza in questo gruppo il giovane Forrester fu notato da Steve Loeb, manager del gruppo heavy metal newyorkese Riot che si era da poco separato dal vocalist Guy Speranza. Colpito dallo stile vocale graffiante e dal carisma del giovane, il leader della band Mark Reale contattò Forrester sul finire del 1981 chiedendogli di entrare a far parte del gruppo.
Il debutto di Forrester con i Riot avvenne nel 1982 con la pubblicazione di Restless Breed, album dalle forti tinte hard rock e blues; cavalcando l'onda del successo il gruppo seguì in tour gli Scorpions e gli Whitesnake e pubblicò successivamente l'EP dal vivo Riot Live. L'entrata di Forrester nella formazione conferì ai Riot una grande notorietà, e il vocalist fu ampiamente elogiato per le sue prestazioni dal vivo, ricche di energia e carisma. A seguito di una nuova serie di concerti, questa volta di spalla ai Rainbow nel loro tour di supporto a Straight Between the Eyes, la band iniziò a lavorare ad un nuovo album. I primi segni di tensione si presentarono tuttavia quando l'Elektra scaricò il gruppo, cosicché i Riot furono costretti a firmare per l'etichetta canadese indipendente Quality Records. Il secondo album della band con Forrester alla voce, pubblicato nel 1983 e intitolato Born in America, ebbe un buon successo grazie alle sonorità più prettamente hard rock. I Riot partirono nuovamente in tour, questa volta accompagnati dai KISS, ma di lì a poco i segni di una crisi irreversibile iniziarono ad emergere; gli screzi tra i membri della band ed il management si fecero sempre più frequenti e nel 1984, dopo un calo di notorietà, il gruppo si sciolse.

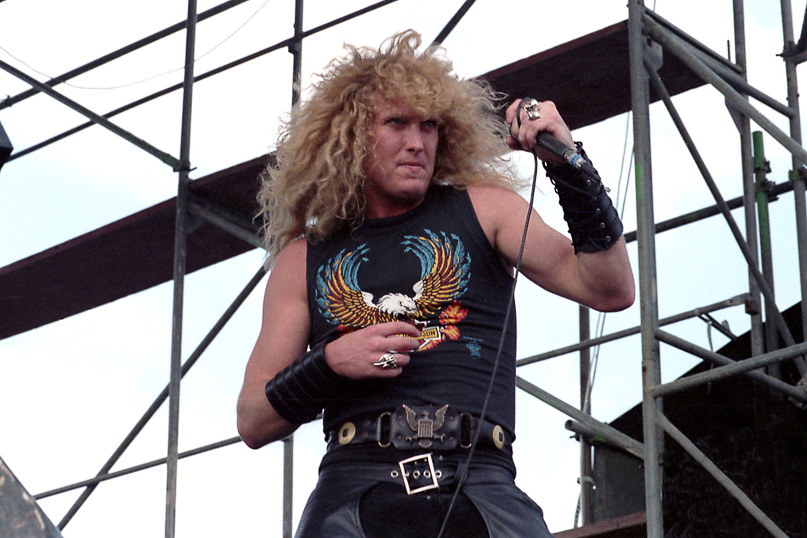
Rhett Forrester (1984).

Terminata l'esperienza con i Riot, Forrester fu contattato dal chitarrista Jack Starr, appena fuoriuscito dai Virgin Steele, che era alla ricerca di membri per un progetto solista. Completata la formazione con la sezione ritmica dei Rods, che vedeva Carl Canedy alla batteria e Gary Bordonaro al basso, Starr pubblicò l'album Out of the Darkness nel 1984. Nell'estate dello stesso anno il quartetto fu invitato a prendere parte ad un festival in Francia che vedeva tra i partecipanti anche Ronnie James Dio e i Blue Öyster Cult. Fu proprio mentre si trovava in Francia che a Forrester fu proposto di registrare del materiale solista; il cantante decise dunque di rimanere in Europa a lavorare sul suo primo album, aiutato dal giovane chitarrista Paul Kayen.
L'album, intitolato Gone with the Wind, fu pubblicato sul finire dello stesso anno e vedeva nella formazione, oltre a Forrester e Kayen, gli stessi Bordonaro e Canedy. Tornato in America Forrester partecipò nel 1985 al progetto Thrasher organizzato dalla Combat Records, cantando la canzone "Bad Boys" presente sull'album Burning at the Speed of Light. Nel 1986 fu ricontattato da Reale che gli propose di riformare i Riot insieme al bassista Don Van Stavern e al batterista Sandy Slavin; a questo proposito il cantante si recò a Los Angeles, ma la reunion fu di breve durata e dopo due show Forrester decise di abbandonare la formazione, venendo sostituito dall'ex Jag Panzer Harry Conklin. Nel 1988, firmato un contratto con la Rhino Records, iniziò a lavorare ad un nuovo progetto insieme a Kayen, chiamato Scarface; tuttavia il gruppo svanì in poco tempo ed il nuovo materiale fu pubblicato nello stesso anno nel secondo album del cantante, intitolato Even The Score. La canzone Assume the Position ebbe un buon successo, e venne trasmessa su MTV.
Conclusa la collaborazione con Kayen agli inizi degli anni novanta, Forrester lavorò per qualche tempo con il chitarrista di origini veneziane Alex Masi, per poi fondare nel 1991 una nuova band chiamata Dogbone, insieme agli ex Keel Bryan Jay e Dwain Miller e al bassista Rob Thiessen. Il gruppo non ebbe molto successo e si sciolse dopo aver registrato una demo. Agli inizi del 1992 Forrester si unì al chitarrista canadese Rick Plester nel suo nuovo progetto power/progressive metal Black Simphony, registrando una demo contenente tre pezzi, ma poco tempo dopo lasciò il gruppo.
Ricreata una nuova formazione con il chitarrista Rob Robbins, il bassista Scott Gaines ed il batterista Ray Mehlbaum, Forrester fondò un nuovo progetto chiamato Dr. Dirty, con cui registrò due demo. Sul punto di siglare un contratto con una major, tuttavia, la band si sciolse, ed il cantante avviò un nuovo progetto chiamato Mr. Dirty con il chitarrista Jonathan Grell, richiamando Miller alla batteria. Questa formazione registrò una demo alla fine del 1993.
Il 22 gennaio del 1994, mentre si trovava ad Atlanta, Forrester fu aggredito da due uomini che cercavano di rubargli l'auto. Dopo aver inutilmente cercato di difendersi, il cantante fu ucciso a colpi di pistola da uno degli assalitori.
Il 22 giugno del 1996, nell'Hard Rock Cafè della città di Atlanta, fu dedicato uno spazio commemorativo a Forrester. Nello stesso anno fu pubblicata Hell or Highwater, una raccolta che conteneva le migliori canzoni del vocalist americano, insieme ad alcuni brani tratti dalle demo di progetti mai venuti alla luce come Dogbone, Mr. Dirty e Dr. Dirty.

## Discografia

### Solista
- 1986 - Gone with the Wind
- 1988 - Even the Score
- 1996 - Hell or Highwater

### Riot
- 1982 - Restless Breed
- 1982 - Riot Live
- 1982 - Born in America

### Dogbone
- 1996 - Dogbone

### Jack Starr
- 1984 - Out Of Darkness

### Videoclip
- 1982 - Restless Breed (Riot)
- 1984 - Born In America (Riot)
- 1988 - Assume The Position (solista - Hard And Heavy Vol. 1)

### Demo
- 1992 - Black Symphony - 3 song demo
- 1993 - Rockeit Plant Sessions - 4 song demo (Jan.)
- 1993 - Clear Lake Sessions - 4 song demo (Apr.)
- 1993 - Dirty Water Sessions - 5 song demo